# Gruppo Etica e Finanza
Gruppo Cultura, Etica e Finanza nato nel 1985 per iniziativa di un gruppo di intellettuali e banchieri vicini all'Università Cattolica del Sacro Cuore, ha negli anni sviluppato studi e ricerche nel campo del federalismo, della critica al capitalismo, dell'analisi della finanziarizzazione dell'economia e del rapporto politica ed economia. 
Ha tratto ispirazione dal pensiero di Giordano Dell'Amore, Vincenzo Vito, Mario Romani, Ezio Vanoni e Pasquale Saraceno.
È stato considerato un significativo think tank afferente alla finanza cattolica milanese. Il giornalista Giancarlo Galli, che ne ha fatto parte, lo considera uno degli snodi più importanti della "Finanza Bianca".
Era presieduto dal prof. Angelo Caloia. Del Comitato ristretto fanno parte Giovanni Bazoli, Andrea Beltratti, Tancredi Bianchi, Alberto Cova, Alberto Craici, Luca De Biase, Franco Dalla Sega, S.E. Mons. Giovanni Giudici, Marcello Menni, Guido Merzoni, Angelo Moioli, Alberto Quadrio Curzio, Gianfelice Rocca, Luciano Venturini e Sergio Zaninelli.

## Opere
- Vent'anni di ricerca civile, a cura di Luca De Biase Editori Laterza, 2007
- Livelli di governo e federalismo possibile, introduzione di Angelo Caloia, NED, 1994 - ISBN 88-7023-192-5
- Impresa e sistema economico fra efficienza ed equita, NED, 1991 - ISBN 88-7023-162-3
- Esiste un'esperienza cristiana d'impresa?, NED, 1993 ISBN 88-7023-182-8
- Finanza e realtà locali, NED, 1990 ISBN 88-7023-139-9
- Impresa e sistema economico fra efficienza ed equità, NED, 1990 - ISBN 88-7023-162-3